# Tomaszówki

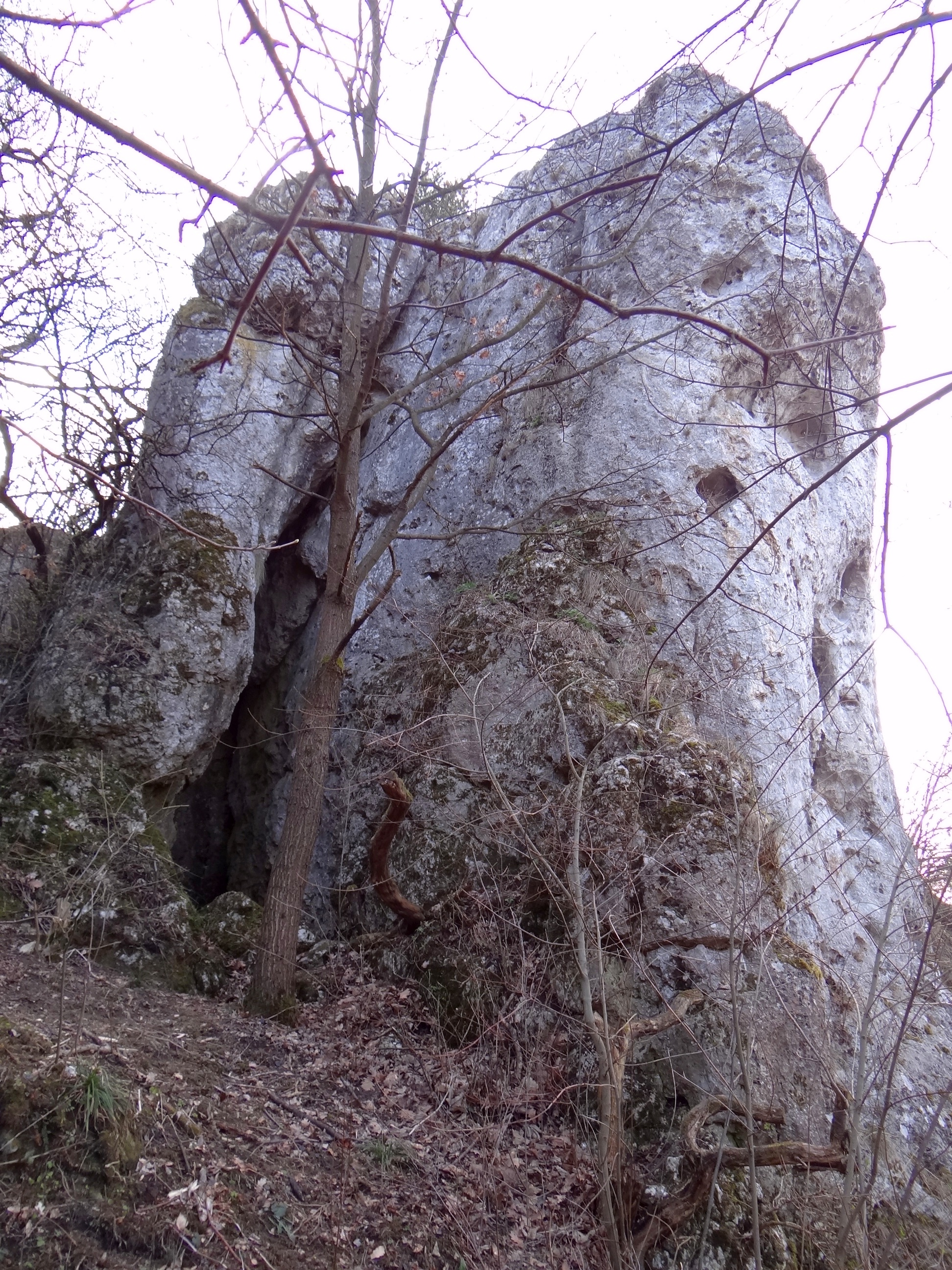

Tomaszówki – skały wspinaczkowe na Tomaszówkach Dolnych na Wyżynie Olkuskiej, we wsi Bębło w województwie małopolskim, w powiecie krakowskim, w gminie Wielka Wieś. Znajdują się na orograficznie lewych zboczach Doliny Będkowskiej, w odległości około 400 m na północ od Stumilowego Krasu. Pierwsze drogi wspinaczkowe poprowadzono tu w 2005 r. W 2021 r. jest już 12 dróg wspinaczkowych o trudności od III+ do VI.2+ w skali trudności Kurtyki. 7 dróg posiada zamontowane stałe punkty asekuracyjne: ringi (r) i stanowiska zjazdowe (st) lub ringi zjazdowe (rz).
Tomaszówki I
1. Orroin; V, 10 m
2. Lucy; VI, 10 m
3. Australopitek; IV+, 10 m
4. Olduvai; III+, 10 m

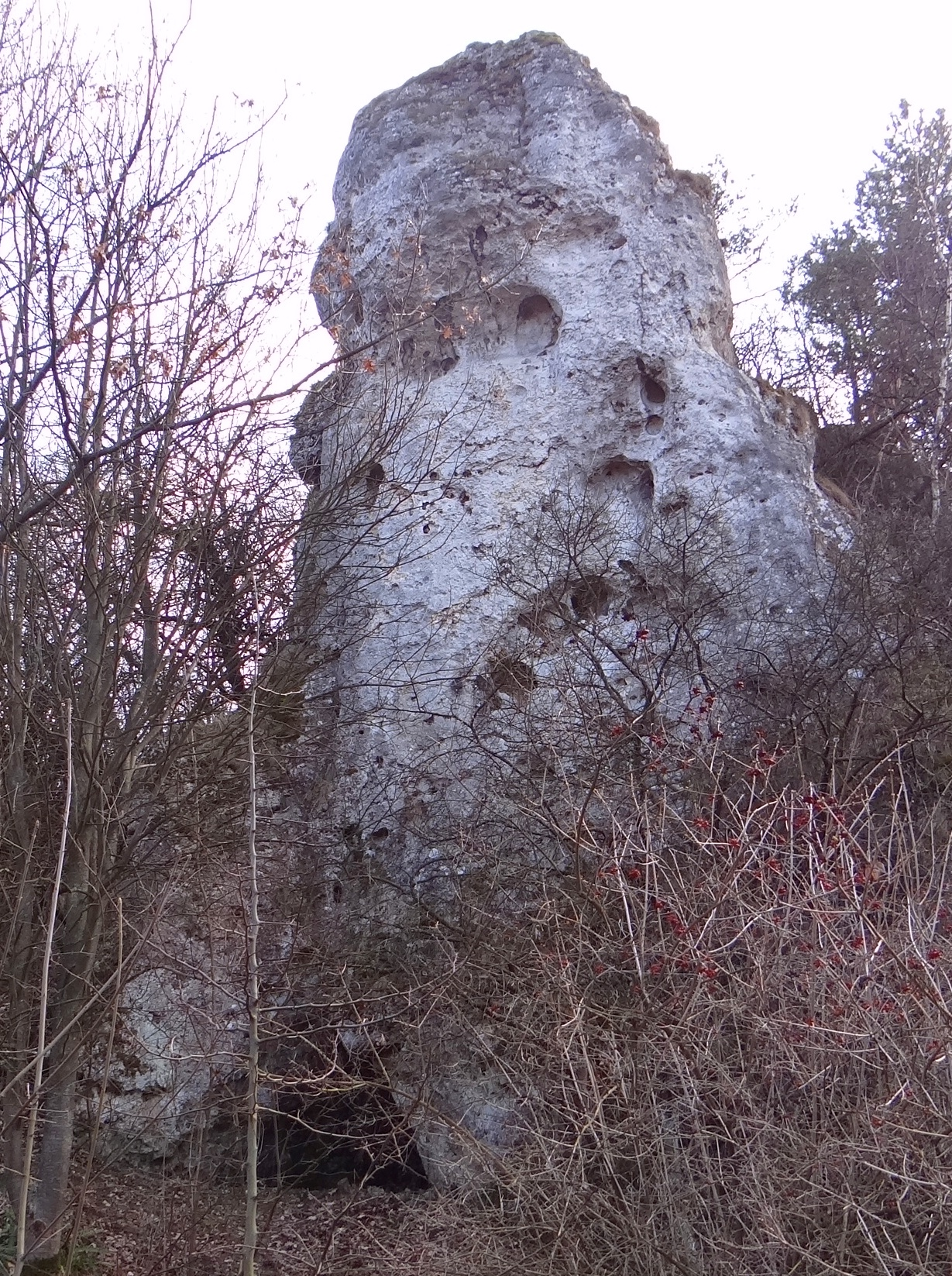

5. Megalomanotropithecus; 7r + st, VI.2+, 10 m
6. Mitomańczyk; 5r + st, VI.1+, 10 m
7. Neandertalczyk; 4r + st, VI+, 10 m

Tomaszówki II
1. Paczka bananów; 4r + rz, VI.2, 12 m
2. Hazizm stosowany; 5r + rz, VI.1, 12 m
3. ... kolec w duszy; 4r + rz, VI.1, 12 m

Tomaszówki III
1. Maleństwo; 3r + rz, V+, 10 m
2. Zacięcie róży...; IV+, 10 m[1].

W skale Tomaszówek znajduje się Jaskinia na Tomaszówkach Dolnych.